# Livarot (formatge)
El livarot és un formatge francès fabricat a la regió de Normandia, originari de la comuna de Livarot, es beneficia d'una Apel·lació d'Origen Controlada des de 1975.
És un formatge a base de llet de vaca, es presenta en forma rodona amb una pasta cremosa amb crosta rentada de color ataronjada, circumdant per entre tres i cinc bandes de tiges de boga (typha latifolia) assecades i tallades (s'usen igualment bandes de paper). Aquestes bandes en el seu origen servien per mantenir la forma del formatge en el procés de maduració, ja que tenia una taxa de matèria grassa menys elevada. El color ataronjat de la crosta es deu al brevibacterium linens, ferment del vermell, com la bixa, un colorant natural.
El seu pes mitjà és de 450 grams, però existeix igualment en formats diferents: 3/4 de livarot (135 grams), el mitjà livarot, anomenat Petit-Lisieux (120 grams) el quart de livarot (60 grams).
La producció de 1998 fou de 1.101 (-12,2% respecte al 1996).
El seu període de degustació òptim s'estén de maig a setembre després d'una maduració de 6 a 8 setmanes, però és igualment bo de març a desembre.
El livarot és anomenat també el coronel pel fet de portar cinc bandes com la graduació d'un coronel de l'exèrcit.